# PlayStation Underground
PlayStation Underground est un magazine de jeux vidéo américain aujourd'hui disparu, initialement publié par Sony Computer Entertainment America. Le magazine s'orientait surtout vers les fans de PlayStation, y compris les jeux sur la PlayStation originale de Sony et la PlayStation 2, et a été présenté comme un « fan club de la PlayStation ». Contrairement à son homologue papier, le Official U.S. PlayStation Magazine, le PlayStation Underground se présentait sous la forme de CD-ROM qui pouvaient être lus sur les consoles PlayStation et PlayStation 2. Les abonnés avaient également accès à un site Web aujoud'hui fermé, réservé aux membres. Le magazine a publié son premier numéro le 26 mars 1997 et son dernier numéro en 2001. Le magazine a publié un total de dix-sept numéros au cours de ses années d'activité. Le magazine a finalement fusionné avec l'Official U.S. PlayStation Magazine en 2001, date à laquelle le PlayStation Underground a été interrompu.
En 2015, PlayStation Underground est revenu sous la forme d'une série vidéo où le gameplay des jeux à venir est présenté dans un format Let's Play sur PlayStation. L'équipe du blog discute du jeu avec l'équipe de développement.

## Historique
La version RP-T du disque de démo « Holiday 2004 » de PlayStation Underground a été publiée avec un problème majeur qui a entraîné l'effacement des données de sauvegarde sur toutes les cartes mémoire connectées à la PlayStation 2 si la démo de Viewtiful Joe 2 était lue,,. Sony a envoyé un mail aux abonnés du magazine avertissant les utilisateurs de retirer les cartes mémoire de la PlayStation 2 avant d'insérer le disque de démonstration.

## Contenu
Chaque numéro du magazine se compose de deux CD-ROM pouvant être lus sur une console PlayStation, une PlayStation 2, ou sur un émulateur. Le deuxième disque contient principalement des démos de jeux à venir ainsi que des bande-annonces de jeux. Par exemple, dans le deuxième numéro de PlayStation Underground, le deuxième disque était sur le thème du studio Square (aujourd'hui Square Enix), contenant des démos de Final Fantasy VII et Bushido Blade ainsi que des bandes-annonces exclusives à venir des nouveaux jeux du studio.